# Cal Joan Batlle
Cal Joan Batlle és una obra de Marçà (Priorat) inclosa a l'Inventari del Patrimoni Arquitectònic de Catalunya.

## Descripció
Edifici de planta aproximadament quadrada, amb afegitons, bastit de maó i maçoneria, arrebossat i pintat a la façana principal i altres paraments, de planta baixa, entresòl, pis i golfes i cobert per teulada a quatre vessants. A la planta baixa s'hi obren dues portes i una finestra; tres finestres a l'entresòl; tres balcons i dues finestres al pis i una finestra a les golfes. A destacar la portalada, de pedra i amb arc rebaixat, amb les inicials "JP" i la data de 1865. Pel damunt, una reixa de ferro forjat duu les inicials "JPN".

## Història
Es tracta d'una construcció de qualitat, pertanyent als anys anteriors a la fil·loxera i que determina, com tantes altres, una època d'esplendor. Amb posterioritat, l'edifici sofrí algunes modificacions en forma d'afegitons que es manifesten també a la façana.